# Sebastian Dalgaard
Sebastian Dalgaard (født 23. august 1991) er en dansk fodboldspiller, der spiller for den Saint Louis FC.
Sebastian Dalgaard spiller hovedsageligt som venstre fløj, men har også været benyttet som venstre back. Kan også spille angriber og offensiv midt.

## Karriere

### FC Fyn
Dalgaard blev i efteråret 2009 en del af førsteholdstruppen i FC Fyn, men spillede for det meste for U19-holdet.

### Marienlyst
Dalgaard skiftede til Marienlyst 1. juli 2010. Dalgaard spillede fast for fynboerne, hvor han viste sig at være målfarlig. Han scorede bl.a. 8 mål for Marienlyst i deres oprykningssæson inden han skiftede til Brønshøj i vinterpausen 12/13.

### Brønshøj Boldklub
Dalgaard var en fast mand i startopstillingen, da han skiftede til Hvepsene og har forlængede sin kontrakt i januar 2014, som løb frem til sommeren 2015.

### Oklahoma City Energy
Han skiftede den 15. december 2014 til Oklahoma City Energy, hvor Jimmy Nielsen var træner.

### Saint Louis FC
Den 15. november 2016 blev det offentliggjort, at Dalgaard skiftede til Saint Louis FC.